# Vaanee
Vaanee is een van de bewoonde eilanden van het Dhaalu-atol behorende tot de Maldiven.

## Demografie
Vaanee telt (stand maart 2007) 239 vrouwen en 220 mannen.